# Сингбури (провинция)
Сингбу́ри (Си́нгбури, тайск. สิงห์บุรี) — провинция (чангват) в центральной части Таиланда, расположена в долине реки Чаупхрая.

## Этимология
Название Сингбури означает «город львов», а на гербе провинции изображен форт Кхай Банграчан, который является основной достопримечательностью здешних мест.
Слово «синг» происходит из санскрита и означает «лев», слово «бури» происходит от санскритского «пури» (город). Таким образом, название провинции можно перевести как «Город льва».

## Административное деление

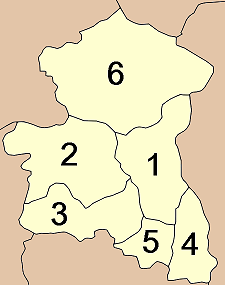
Ампхе региона

В административном отношении подразделяется на 6 округов (ампхе), которые, в свою очередь, делятся на 43 тамбона:
Ампхе:
- 1.Мыанг Сингбури
- 2.Банг Рачан
- 3.Кайбанг Рачан
- 4.Пхомбури
- 5.Тхачанг
- 6.Инбури

## Население
По состоянию на 2015 год население провинции составляет 211 426 человек. Плотность населения — 257 чел/км². Численность женского населения (52,3 %) превышает численность мужского (47,7 %). В 2018 году население составило 209155 человек.